# Clásica Jaén Paraiso Interior
La Clásica Jaén Paraiso Interior è una corsa in linea maschile di ciclismo su strada, che si disputa nella Provincia di Jaén, in Spagna, ogni anno nel mese di febbraio. Fa parte del calendario dell'UCI Europe Tour, come corsa in linea di classe 1.1.

## Storia
La prima edizione fu organizzata nel 2022. Gli organizzatori scelsero un tracciato con diversi settori di sterrato tra gli olivi, e una ripida ascesa finale nel centro storico di Úbeda, ispirandosi direttamente al modello della Strade Bianche.

## Albo d'oro
Aggiornato all'edizione 2025.
| Anno | Vincitore          | Secondo          | Terzo        |
| ---- | ------------------ | ---------------- | ------------ |
| 2022 | Aleksej Lucenko    | Ben Turner       | Tim Wellens  |
| 2023 | Tadej Pogačar      | Tim Wellens      | Loïc Vliegen |
| 2024 | Oier Lazkano       | Bastien Tronchon | Jan Tratnik  |
| 2025 | Michał Kwiatkowski | Isaac Del Toro   | Ibon Ruiz    |